# Юсупова, Зинаида Ивановна
Княгиня Зинаида Ивановна Юсупова, урождённая Нарышкина (2 (14) ноября 1810, Москва — 16 октября 1893, Булонь-Бийанкур) — русская аристократка, фрейлина, известная светская львица XIX века, кавалерственная дама баварского Ордена Терезы (1856).
Любительница необарокко, она оформила в этом затейливом стиле интерьеры дворца на Мойке и инициировала постройку таких зданий, как Литейный дом в Петербурге и Юсуповская дача в Царском Селе.

## Биография

### Семья
Происходила из младшей ветви Нарышкиных. Она родилась 2 ноября 1810 года в Москве. Её отцом был камергер Иван Дмитриевич Нарышкин, матерью — Варвара Николаевна Ладомирская, внебрачная дочь фаворита императрицы Екатерины II Ивана Римского-Корсакова и графини Екатерины Строгановой. Крещена была 13 ноября 1810 года в церкви Вознесения Господня на Большой Никитской при восприемстве князя В. А. Хованского и бабушки графини Е. П. Строгановой.
Родители приложили все усилия, чтобы Зинаида и её брат Дмитрий получили хорошее домашнее образование. Впоследствии княгиня Юсупова отличалась познаниями в поэзии и искусстве, именно она продолжила коллекцию картин, которую начали собирать предки её мужа.

### Первый брак
Со своим будущим мужем князем Борисом Юсуповым фрейлина Зинаида познакомилась в Москве во время коронационных торжеств 1826 года. Он был единственным сыном Николая Юсупова и Татьяны Энгельгардт. К этому времени ему уже исполнилось тридцать лет, и в течение шести лет он был вдовцом (в 1820 году скончалась при родах его первая жена Прасковья Павловна Щербатова). Пятнадцатилетняя Зинаида была одной из блистательных великосветских красавиц. Вспоминая о празднествах, граф В. А. Соллогуб писал:
… в устах всех были слышны имена графини Завадовской, Фикельмон, фрейлины княжны Урусовой и девицы Нарышкиной, впоследствии княгини Юсуповой. Все четыре были красавицы писаные, все четыре — звёзды первой величины тогдашнего петербургского большого света.

Князь Юсупов был вынужден приложить немало усилий, чтобы добиться расположения родителей Зинаиды. К этому времени он уже предпринял несколько попыток сватовства, но несмотря на богатство и титул, везде получал отказ. 11 октября 1826 года состоялось обручение, А. Я. Булгаков писал брату:
Вчера развозили карточки, объявляющие о помолвке сахарчика Бориньки с фрейлиной Зинаидой Ивановной Нарышкиной. Надобно будет ехать поздравить старика и жениха. Невеста сидела вчера в «Отелло» в юсуповской ложе вся в бриллиантах, вероятно, женихом подаренных.

Но свадьба была отложена из-за вмешательства княгини Татьяны Васильевны.
Уезжая из Москвы, я надеялся вскоре быть счастлив, соединив свою жизнь с жизнью Зенеиды. Но маман, против воли которой я никогда не посмею пойти, просила отложить свадьбу. Огорчения мои были так велики из-за этой задержки, что я едва не заболел.
Пышное бракосочетание состоялось 19 января 1827 года в Москве, но не совсем благополучно. Юсупов поехал в церковь, забыв получить благословение отца, для чего ему пришлось вернуться домой. В церкви Зинаида Ивановна уронила кольцо, оно закатилось так далеко, что его не нашли и взяли другое. А. Я. Булгаков замечал, что у «необыкновенного жениха должны быть необыкновенные происшествия. В церкви невеста была очень весела, а жених задумчив и нахмурен». Но уже вскоре молодая супруга разочаровалась в браке, сообщив отцу, что «ей очень скучно в Петербурге». В письме брату от 2 мая 1827 года А. Я. Булгаков писал: «Да с Боренькой где не соскучишься, хотел я ему сказать в ответ». А. И. Тургенев, сравнивая её с «прикованным зефиром», отмечал, что «всё в ней ещё — поэзия. Только её муж напоминает презренную прозу».
В октябре 1827 года у супругов родился сын, названный в честь деда Николаем. Вскоре Зинаида родила дочь, умершую при родах. После этого супруги фактически разорвали свои брачные отношения, позволив друг другу интриги на стороне. Согласно семейной легенде это произошло из-за родового проклятия Юсуповых, которого Зинаида Ивановна опасалась, но на самом деле, князь Юсупов просто не желал иметь других детей, о чём решительно объявил всем, чтобы сохранить своему сыну неприкосновенным и передать ему без ущерба все то состояние, которым сам пользовался.

### Романы

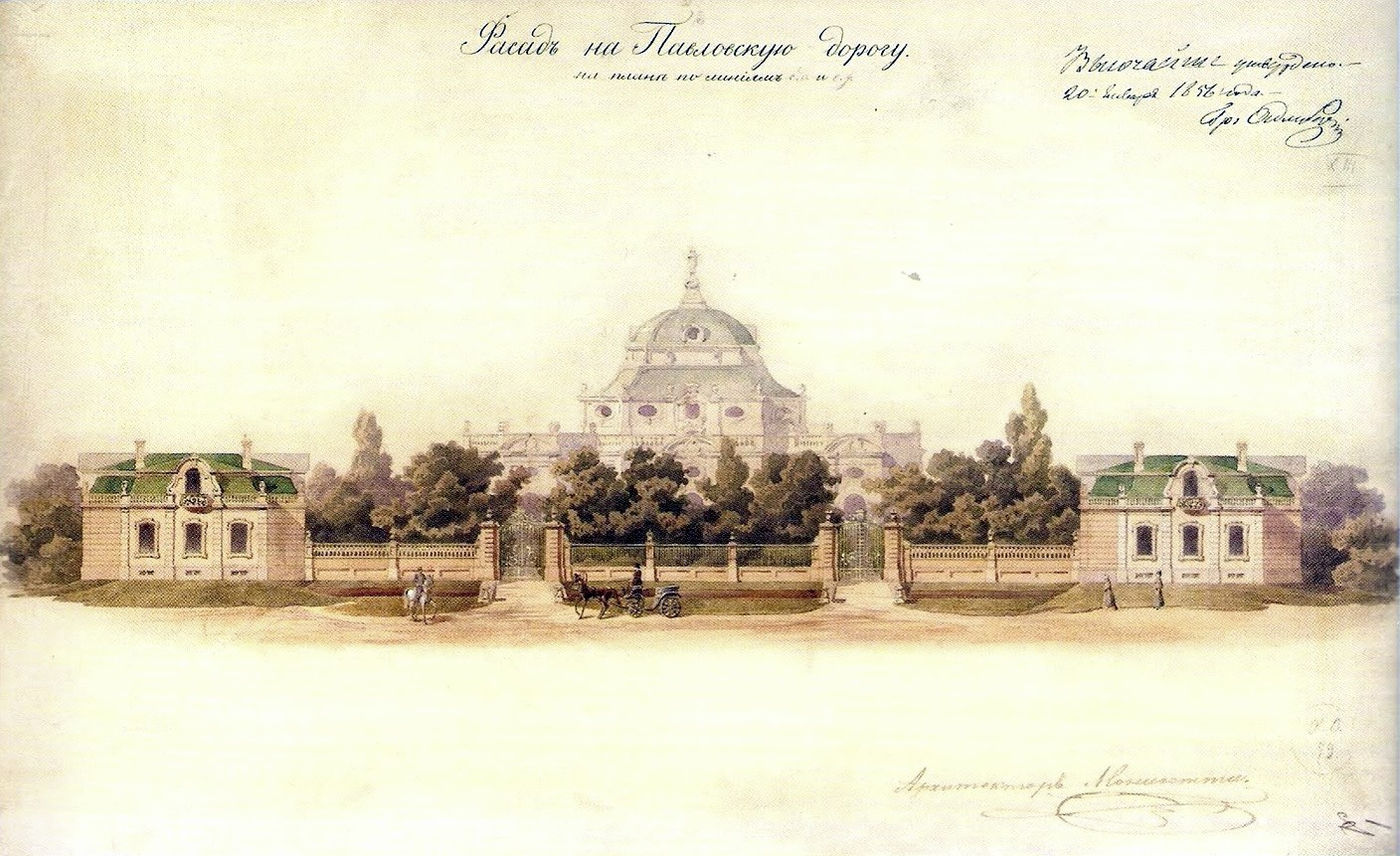
Дача княгини Юсуповой в Царском Селе (проект И. Монигетти)

Зинаида Ивановна была одной из самых модных дам столицы, современники отмечали её природную красоту и ум. Граф Соллогуб вспоминал, что она «была хороша собой, добра и приветлива». Князь А. В. Мещерский называл Юсупову одной из «львиц» петербургского общества, отдавая ей пальму первенства, отмечая, что она «отличалась большою благосклонностью ко всем и вообще замечательною кротостью». Княгиня Юсупова пользовалась вниманием императора Николая I. Описывая её в 1829 году, Долли Фикельмон, отдавала дань её красоте
Высокая, тонка, с очаровательной талией, с совершенно изваянной головой, у неё красивые чёрные глаза, очень живое лицо с весёлым выражением, которое так чудесно ей подходит
 при этом она ревниво замечала, что «неизменная доброта императора и удовольствие, которое он испытывает, останавливая свой взор на красивом и изысканном лице, — вот единственная причина, которая заставляет его продолжать выказывать ей своё почтение».

В 1830 году у Зинаиды Ивановны начался роман с кавалергардом Николаем Андреевичем Жерве (1808—1841). Графиня Фикельмон писала:
Не  менее заметен и чересчур затянувшийся и всепоглощающий флирт очаровательной   княгини   Юсуповой с Жерве, офицером Кавалергардского полка. Она вызывает всеобщий интерес, ибо молода духом, как впрочем, и годами, веселая, наивная, невинная. С удивительным  простодушием отдалась она во власть своего чувства. Она словно не видит расставленной перед ней западни и на балах ведет себя так, будто на всем белом свете только они вдвоем с Жерве. Он очень молод, с малопривлекательным лицом, во всяком случае, незначительным, но очень сильно влюблен, постоянен в своем чувстве и, может, более ловкий, чем его считают.
Вскоре о романе становится известно и супругу, Долли пишет в своём дневнике: «Ореол весёлости, окружавший его красивое и столь молодое лицо, вдруг разом исчез. Боюсь, что причина этому — Жерве». Спасая Зинаиду от сплетен, Жерве покидает Петербург. В 1841 году князь Михаил Лобанов-Ростовский поведал о «меланхоличном Жерве»: «У него такой вид, как будто он погибнет в первом же деле». Вскоре во время экспедиции в Большую и Малую Чечню Жерве был ранен и скончался после двухмесячной болезни. 7 августа 1841 года императрица Александра Фёдоровна писала своей подруге графине С. А. Бобринской:
Вздох о Лермонтове, об его разбитой лире, которая обещала русской литературе стать её выдающейся звездой. Два вздоха о Жерве, о его слишком верном сердце, этом мужественном сердце, которое только с его смертью перестало биться для этой ветреной Зинаиды.
Правнук Зинаиды, князь Феликс, писал в своих «Мемуарах»: «Прабабка моя была писаная красавица, жила весело, имела не одно приключение». Её очень любили и баловали при дворе и императрица и император Николай I, особенно до её несчастного падения из кареты (осенью 1834 года), которое сделало её навеки хромой и лишило главного занятия и главной прелести — танцев.

### Второй брак

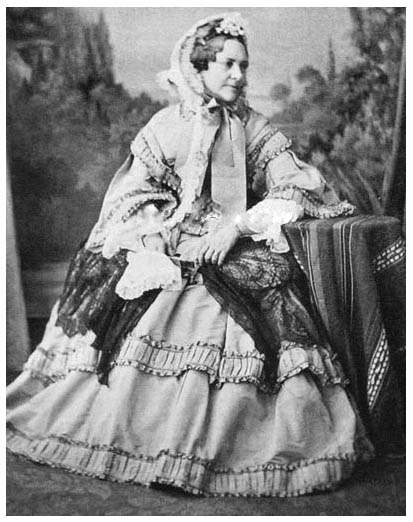
Зинаида Ивановна Юсупова

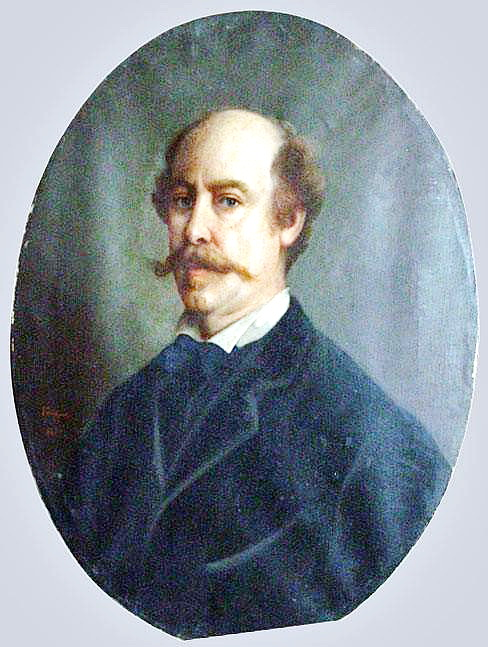
Портрет графа де Шово

В октябре 1849 года скончался князь Борис Николаевич, и вдова покинула Россию. По мнению Феликса Юсупова, это произошло из-за ссоры с императором. В конце 1850-х во Франции княгиня познакомилась с капитаном Генерального штаба национальной гвардии департамента Сена Луи Шарлем Оноре Шово (1829—1889), который был младше её на 20 лет. 7 мая 1861 года состоялось их венчание в домовой церкви особняка на Литейном. В свадебное путешествие молодожёны отправились в Швейцарию. Российский двор был недоволен этим мезальянсом. И Юсупова решила проблему, приобретя для мужа титул графа Шово и маркиза де Серр. С 1860 года он занимал пост генерального советника департамента Финистер округа Конкарно в провинции Бретань.
В 1889 году граф Шово скончался, завещав замок Кериоле, купленный в 1862 году Зинаидой Ивановной, своей сестре, и ей пришлось выкупать его за полтора миллиона франков.

### Последние годы
Последние годы Зинаида Ивановна проживала в основном в Париже. Феликс Юсупов оставил воспоминания о своих визитах к ней:
она жила одна с компаньонкой на Парк-де Прэнс… Так и вижу прабабку, как на троне, в глубоком кресле, и на спинке кресла над ней три короны: княгини, графини, маркизы. Даром, что старуха, оставалась она красавицей и сохраняла царственность манер и осанки. Сидела нарумяненная, надушенная, в рыжем парике и снизке жемчужных бус.
В 1893 году Зинаида Юсупова мечтала посетить родину, даже получила высочайшее соизволение, но скончалась в том же году. По её завещанию тело было перевезено в Россию и погребено в Троице-Сергиевой Пустыни на Петергофской дороге, в нижнем пределе храма Св. Сергия Радонежского, который был построен архитектором А.Горностаевым на средства княгини Юсуповой.

## Дворцы

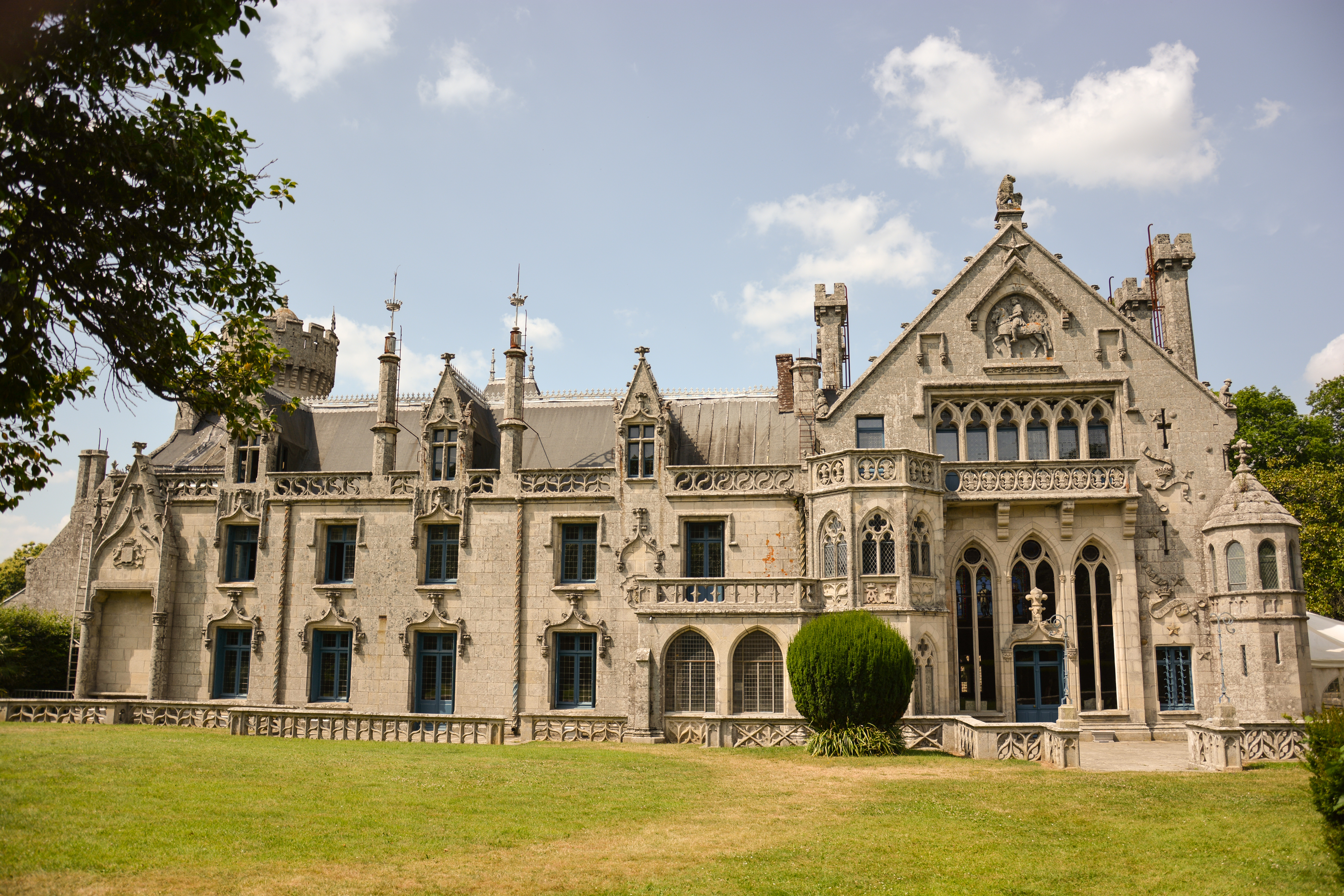
Усадьба Кериоле на морском побережье Бретани, которую Зинаида Ивановна приобрела для второго мужа

- В 1830 году Юсуповы приобрели особняк на Мойке. Перестройка шла семь лет: были созданы великолепные гостиные, пристроен восточный корпус с залами для картинной галереи и домашним театром. Сюда была перевезена большая часть коллекции Юсуповых, увеличением которой активно занималась Зинаида Ивановна. По случаю окончания ремонта был дан грандиозный бал[4].
- После смерти князя Бориса дом на Мойке стал собственностью сына. Для себя же княгиня решила строить новый дом на Литейном проспекте, в котором «самые прихотливые фантазии женского вкуса не могли быть выполнены более удачно и более удовлетворительно». Дом был унаследован Феликсом Юсуповым[4].
- В 1862 году маркиза Серр приобрела имение Кериоле[фр.] (Château de Keriolet). Суровый замок благодаря вкусу Зинаиды Ивановны был превращён в роскошный дворец, наполненный прекрасной мебелью и произведениями искусства. В 1891 году она завещала усадьбу жителям департамента Финистер с условием открытия в нём музея. С 1902 года замок начал разрушаться, и в 1924 году её внучка Зинаида смогла заявить права на наследство (в завещании было условие о сохранении дома в том виде, как он существует). В 1960 году Феликс Феликсович продал замок[4].

## В искусстве
- Известны портреты работы Кристины Робертсон и Франца Ксавера Винтерхальтера. Также княгиня изображена на картине Григория Чернецова «Парад на Марсовом поле».
- Поэт П. А. Вяземский посвятил Юсуповой стихотворение «Костыль»[K 5]:

Костыль — Вам дар небес: любите Ваш костыль!

Он был для Вас судьбы полезною указкой,

И в школе жизни он Вам указал на быль,

Когда Вам жизнь была одной волшебной сказкой…

## В топонимике
- Село Зинаидино в современной Белгородской области.

### Комментарии
1. ↑  Дату рождения 2 ноября 1809 года указывает «Петербургский некрополь», и князь А. Б. Лобанов-Ростовский в своём труде «Русская родословная книга». Однако Иван Дмитриевич в своём альбоме записал, что дочь родилась 2 ноября 1810 года[4]
2. ↑  По одной из версий, после принятия сыновьями бия Юсуфа христианства, одна ногайская колдунья наложила на них и их потомков проклятие. Согласно ему, из всех рождённых в одном поколении Юсуповых двадцатишестилетний рубеж переживёт лишь один.[7]
3. ↑  В метрической книге указано: жениху 32 года,а невесте 46. Зинаида Ивановна убавила себе 5 лет.
4. ↑  По версии Феликса Юсупова, любовнице или второй супруге Луи Шарля
5. ↑  В «Историческом вестнике» (1894, № 10) были опубликованы воспоминания М. Каменской, где есть описание бала у Юсуповых, состоявшегося  1836 года: «Хозяйка дома, красавица Зинаида Ивановна Юсупова, совсем не танцевала на своём бале, потому что в начале зимы этого года, катаясь с кем-то с ледяной горы, сильно зашибла себе ногу, прихрамывала и, не опираясь на костыль, даже ходить не могла. … У неё в руке был костыль какой-то дедовский, старозаветный, чёрного дерева и по всей рукоятке сплошь усыпанный крупными бриллиантами. В одном уж этом костыле было что-то сказочное, волшебное».